# Psammobates
Psammobates és un gènere de tortuga de la família dels Testudinidae. Aquest gènere conté tres espècies, les quals són autòctones de l'Àfrica austral.
El nom gènere significa "amant de la sorra", i aquestes tortugues solen habitar a les zones àrides i semiàrides del sud d'Àfrica. Les seves dietes i adaptacions específiques per a aquest entorn fan que aquestes espècies no sobrevisquin generalment fora dels seus hàbitats i morin aviat quan es troben en captivitat.
Les tres espècies pateixen col·lecció il·legal i destrucció de l'hàbitat, però la  Tortuga geomètrica ha estat històricament la més afectada i ara està  en perill d'extinció.

## Taxonomia
Conté les següents espècies:
- Psammobates geometricus (Tortuga geomètrica)
- Psammobates oculifer (Tortuga de sabana)
- Psammobates tentorius (Tortuga ondulada)